# Подколзин, Евгений Николаевич
Евге́ний Никола́евич Подко́лзин (18 апреля 1936, пос. Лепсинск, Андреевский район, Алма-Атинская область Казахская АССР, РСФСР, СССР — 19 июня 2003, Москва, Россия) — советский и российский военачальник. Командующий Воздушно-десантными войсками (1991—1996), генерал-полковник (24.10.1991).

## Биография
Окончил Алма-Атинское военно-парашютное училище имени Верховного Совета Киргизской ССР (1955—1958), Военную академию имени М. В. Фрунзе (1970—1973), Военную академию Генерального штаба Вооружённых Сил имени К. Е. Ворошилова (1980—1982).
Службу проходил в Воздушно-десантных войсках командиром взвода в 328-м гвардейском парашютно-десантном полку (1958—1962), командиром транспортно-хозяйственной роты и отдельной разведывательной роты в 104-й гвардейской воздушно-десантной дивизии (1963—1968), командиром батальона в 80-м парашютно-десантном полку (1968—1970), командиром 331-го гвардейского парашютно-десантного полка (1973), заместителем командира (1974—1976) и командиром (1976—1980) 106-й гвардейской воздушно-десантной дивизии, первым заместителем начальника (1982—1986) и начальником (1986—1991) штаба ВДВ.
С августа 1991 до 4 декабря 1996 года — командующий Воздушно-десантными войсками СССР, СНГ и РФ.
Освобождён от должности и уволен с военной службы по достижении предельного возраста нахождения на военной службе.
Работал заместителем директора ЗАО «Научно-производственный комплекс реализации проектов конверсии» (Москва), был членом совета директоров Центра инвестиционных проектов и программ при Министерстве экономики РФ.
В декабре 1995 года баллотировался в Государственную Думу РФ 2-го созыва от избирательного блока «За Родину!»; блок пятипроцентный барьер не преодолел, набрав всего 0,28 % голосов избирателей. В декабре 1999 года вновь баллотировался независимым кандидатом в депутаты Государственной Думы 3-го созыва по Псковскому одномандатному избирательному округу № 141, избран не был (набрал 3,06 % голосов избирателей).
Скончался на 68-м году жизни в ночь на 19 июня 2003 года в московском военном госпитале после перенесённой операции.
На церемонии прощания в штабе ВДВ утром 22 июня приняли участие члены коллегии Министерства обороны РФ во главе с начальником Генерального штаба Вооружённых Сил РФ генералом армии Анатолием Квашниным, бывшие Министры обороны РФ генерал армии Павел Грачев и Маршал Российской Федерации Игорь Сергеев, депутаты Госдумы, ветераны-десантники.
Похоронен на Троекуровском кладбище в Москве (уч. 5).

## Личная жизнь
Был женат, есть двое сыновей.
Увлекался чтением исторической и мемуарной литературы, любимый автор — Валентин Пикуль. По заданию Совета ветеранов ВДВ работал над книгой воспоминаний о генерале Василии Маргелове.

## Награды
- орден Красной Звезды
- орден «За службу Родине в Вооружённых Силах СССР» II и III степени
- орден «Знак Почета» (за помощь населению Армении в дни землетрясения 1988 года)
- орден «За личное мужество»
- орден «За военные заслуги»

Лауреат Государственной премии Российской Федерации.